# Yoshio Katō
Yoshio Katō (jap. 加藤 好男, Katō Yoshio; * 1. August 1957 in der Präfektur Saitama) ist ein ehemaliger japanischer Fußballspieler.

## Nationalmannschaft
1980 debütierte Katō für die japanische Fußballnationalmannschaft. Katō bestritt acht Länderspiele.

## Errungene Titel
- Japan Soccer League: 1985/86